# 海鼻涕

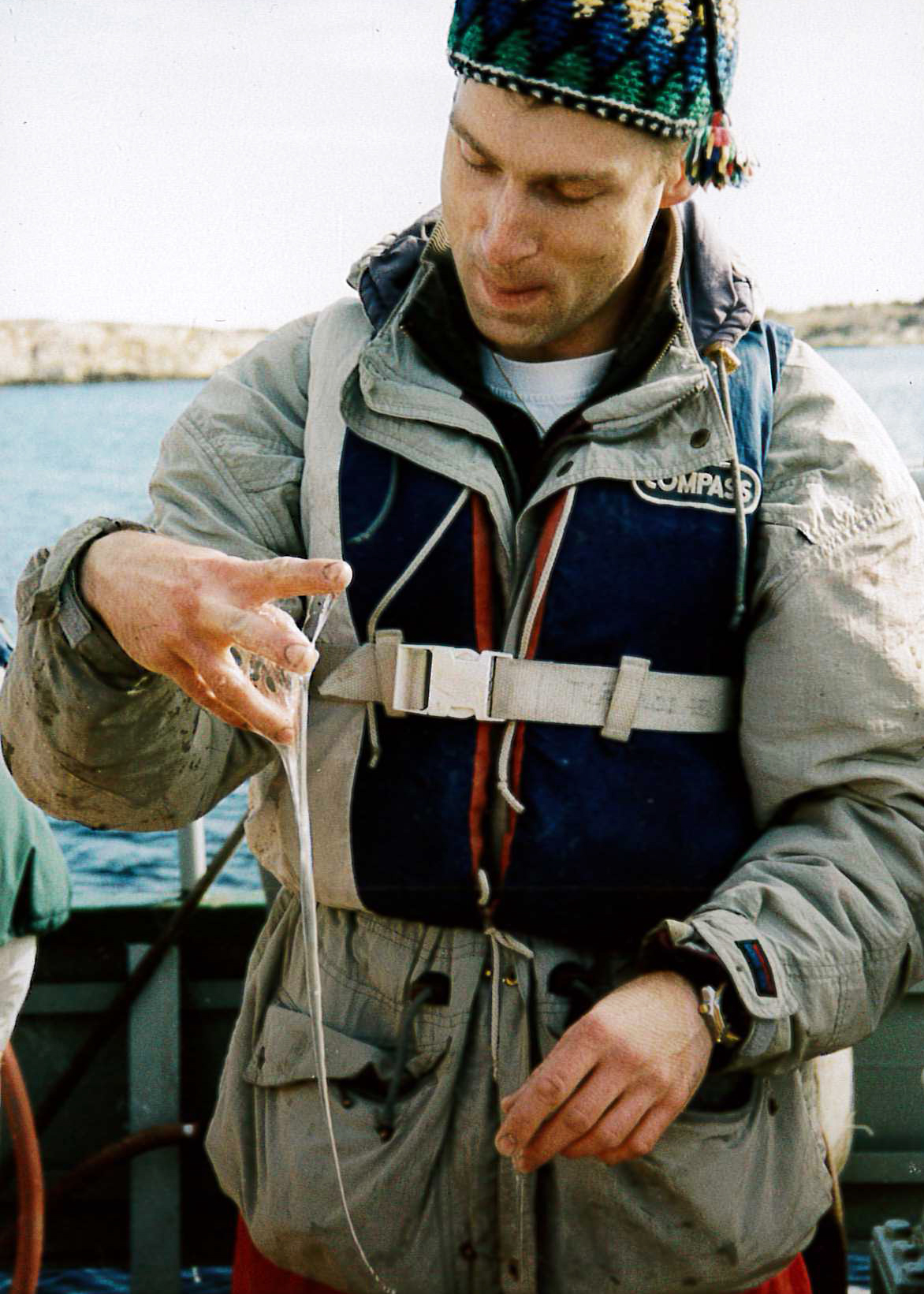
海鼻涕

海鼻涕或海洋粘液是指在海中发现的黏液状的有机物，實際上是一種胞外多醣（exopolysaccharides，一種由微生物排放的碳水化合物殘留物組成的生物大分子(biomacromolecular complex)）。这种奶油状的凝胶物质通常无害，但会吸引病毒和细菌，並且大片大片的海鼻涕如果凝結在一起那就猶如一張毯子，會使得生活在海底的海洋生物出現窒息。在营养丰富以及长期氣候溫暖和風平浪靜的海洋區域会出現海鼻涕。人們經常在地中海中發現海鼻涕，并且海鼻涕已扩散到更远的水域。 

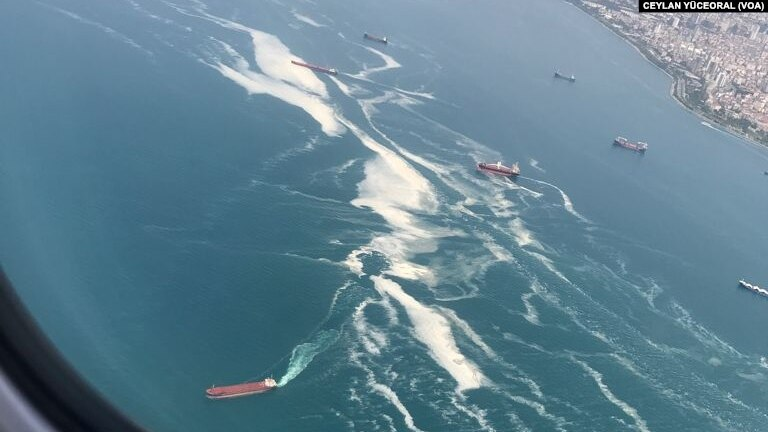
在地中海沿岸附近大群海鼻涕的俯視圖。

2021年土耳其海鼻涕數量顯著增加，成為一個政治和環境問題。

## 外部連結
- Muharrem Balcı im Interview mit Samiha Shafy: Meeresschleim in der Türkei: "Wir verlieren durch den Schleim viele Meereslebewesen". （页面存档备份，存于） Zeit online vom 11. Juni 2021. Abgerufen am 18. Juni 2021. （德文）